# Villapinzón
Villapinzón – miasto w Kolumbii, w departamencie Cundinamarca.